# Гюмюрджински снежник
Гюмюрджински снежник (до 29 юни 1942 г. Гюмурджийски Карлък, Гюмурдински Карлък, Гюмюлджински Карлък, до 27 април 1946 г. Снежник) е планински рид в южната част на Източните Родопи, на юг от горното поречие на река Върбица, на територията на България Област Кърджали и Северна Гърция.
Ридът се простира от запад на изток на около 27 – 30 км, а ширината му достига до 15 км. На север, на българска територия, склоновете му са по-полегати и по-дълги и се спускат към горното поречие на река Върбица, а на юг, на гръцка територия, се издига като стена над Гюмюрджинската (Комотинска) низина. На югозапад (също на гръцка територия) дълбоката долина на река Сушица (влива се в Егейско море) го отдела от планината Момчил, част от Западните Родопи. На запад чрез седловината Три камъка (550 м) се свързва с рида Жълти дял, а на изток чрез седловината Маказа (682 м) се свързва с рида Мъгленик (последните два рида са части от Източните Родопи). По цялото протежение на билото му между гранични пирамиди от 1 до 18 на запад от връх Вейката и от 1 до 31 на изток (на самия връх е пирамида №4) преминава участък от държавната ни граница с Република Гърция.
Целият рид е ограничен от север и юг от резки, стръмни разседни склонове с праволинейни очертания. Изграден е от кристалинни скали – гнайси и шисти. Най-високата му точка е връх Картал даъ (Орлица) (1510 m), разположен на гръцка територия, на около 1 km южно от държавната граница. На българска територия най-високият му връх е Вейката (1463,3 м), който е и най-южната точка на България (41°14′07″ с. ш. 25°17′17″ и. д. / 41.235278° с. ш. 25.288056° и. д.). По цялото си протежение ридът е вододел между водосборния басейн на река Върбица и реките, вливащи се директно в Егейско море. От него води началото си най-големият приток на Върбица Чорбаджийска река (Къзълач), а на юг, на гръцка територия – река Аксу. Ридът е и сериозна климатична преграда за топлите средиземноморски въздушни маси. Преобладават кафяви планинско-горски почви и е покрит с широколистни гори.
По северните му склонове в България са разположени 23 села: Априлци, Бързея, Горно Кирково, Горно Къпиново, Горски извор, Джерово, Долно Къпиново, Домище, Дрангово, Дружинци, Завоя, Каялоба, Кирково, Китна, Костурино, Кремен, Крилатица, Кушла, Лозенградци, Чакаларово, Чичево, Шумнатица и Яковица, а на гръцка територия – селата Каламбаки, Калотичо, Керасия, Мелитена, Поа и Полиантон.
По източното подножие на рида, по долината на Лозенградска река (десен приток на Чорбаджийска река) е изградено ново модерно шосе, което през новооткрития ГКПП „Маказа“ (2013 г.) продължава в Гърция.

## Топографска карта
- Лист от карта K-35-99. Мащаб: 1 : 100 000.